# Marsha Stephanie Blake
Marsha Stephanie Blake (Giamaica, 3 maggio 1974) è un'attrice giamaicana naturalizzata statunitense, nota per il ruolo Linda McCray nella miniserie televisiva When They See Us, grazie alla quale si è aggiudicata una candidatura ai Premi Emmy 2019.

## Biografia
Marsha Stephanie Blake è nata in Giamaica, emigrando successivamente negli Stati Uniti alla fine degli anni Ottanta insieme alla sua famiglia. Si è laureata nel programma di recitazione presso la Università della California, San Diego.
Nel maggio 2019, prende parte alla miniserie Netflix When They See Us, che documenta il noto caso della jogger di Central Park, nella quale interpreta Linda McCray, madre di uno dei cinque ragazzi sospettati e arrestati. Grazie a questo ruolo, si aggiudica la sua prima candidatura ai Premi Emmy come miglior attrice non protagonista in una miniserie o film per la televisione.
Sempre nel 2019, veste i panni di Vivian Maddox nella sesta e ultima stagione de Le regole del delitto perfetto.

## Filmografia

### Cinema
- Nasty Baby, regia di Sebastián Silva (2015)
- La casa dei sogni (The Architect), regia di Jonathan Parker (2016)
- Matrimonio con l'ex (The Wilde Wedding), regia di Damian Harris (2017)
- See You Yesterday, regia di Stefon Bristol (2019)
- Luce, regia di Julius Onah (2019)
- The Photograph - Gli scatti di mia madre (The Photograph), regia di Stella Meghie (2020)
- Sono la tua donna (I'm your woman), regia di Julia Hart (2020)
- Brother, regia di Clement Virgo (2022)

### Televisione
- Squadra emergenza (Third Watch) – serie TV, episodio 3x13 (2002)
- Law & Order - Unità vittime speciali (Law & Order: Special Victims Unit) – serie TV, episodio 6x05 (2004)
- The Big C – serie TV, episodio 2x04 (2011)
- Orange Is the New Black – serie TV, 8 episodi (2015)
- The Blacklist – serie TV, episodi 3x11-6x13 (2016-2019)
- When They See Us – miniserie TV, 4 puntate (2019)
- Le regole del delitto perfetto (How to Get Away with Murder) – serie TV, 5 episodi (2019-2020)
- This Is Us – serie TV, episodi 4x01-4x07 (2019)
- Gli ultimi giorni di Tolomeo Grey (The Last Days of Ptolemy Grey) – miniserie TV, 6 puntate (2022)
- Wilderness - Fuori controllo (Wilderness), regia di So Yong Kim – miniserie TV, 3 puntate (2023)
- The Madness – serie TV, 8 episodi (2024)

## Riconoscimenti
- Emmy Awards
  - 2019 – Candidatura per la miglior attrice non protagonista in una miniserie o film per la televisione per When They See Us[3]

## Doppiatrici italiane
Nelle versioni in italiano delle opere in cui ha recitato, Marsha Stephanie Blake è stata doppiata da:
- Alessandra Cassioli in Orange is the New Black, Quantico
- Tiziana Avarista ne Gli ultimi giorni di Tolomeo Grey, Wilderness - Fuori controllo
- Nunzia Di Somma ne Le regole del delitto perfetto
- Laura Romano in FBI: Most Wanted
- Gilberta Crispino in The Madness